# タミル料理
タミル料理 (タミルりょうり) はタミル人に固有の料理で、地域的にはインドのタミル・ナードゥ州のほかスリランカでは特に北部と東部地方に見られる。さらに行政区分を越え、タミル語を話す人々がコミュニティを形成するインドのカルナータカ州、ケーララ州およびアーンドラ・プラデーシュ州、シンガポール、マレーシア、インドネシアでも提供される。
インドでは多くの地域でごくまれにしか定着していないが、タミル・ナードゥ州の人々は他の人に食べ物を提供することは人への奉仕であると深く信じている。郷土料理にはベジタリアンと肉食 (非ベジタリアン (en)）の両方の料理のレパートリーが豊富である。材料では米と豆類、なかでもレンズ豆がよく使われ、さまざまなスパイスをブレンドして風味を付ける。野菜と乳製品は欠かせず、酸味料ではタマリンドが好まれる。 

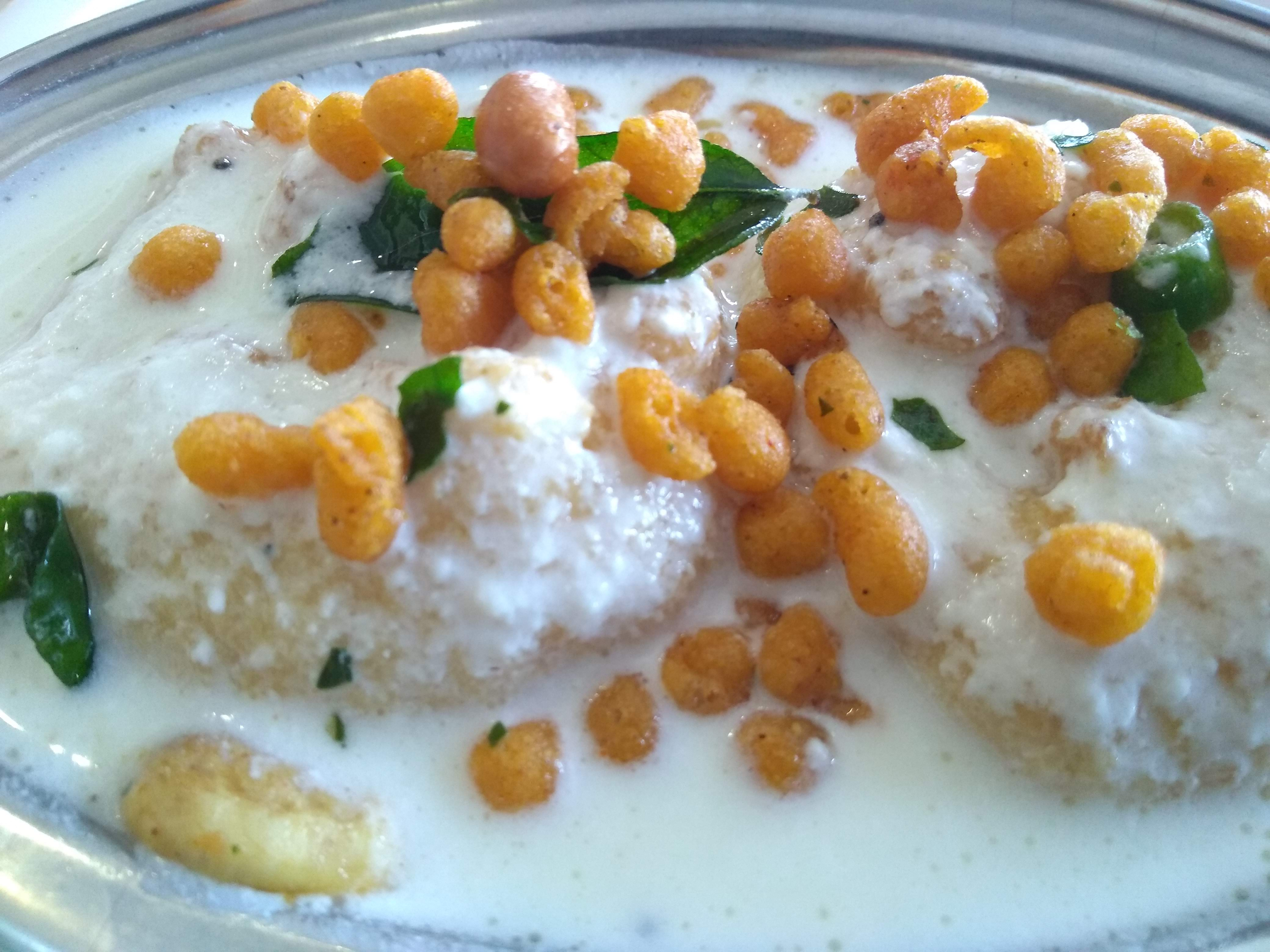
砕いたバーダ (揚げパン) をまぶした乳製品

イドゥリ (南インド式の朝食) や行事にはタミル伝統料理を丁寧に手をかけて調理し、伝統的な配膳方法で供する。食事のマナーにも決まりがあり、宴卓代わりに床にバナナの葉を敷いて料理を並べ、食事は床に座って右手のきれいな指のみ使って食べ物を口に運ぶ。指は食後に洗い、バナナの葉は牛の餌にする。朝食は通常、ドーサか炊いた米のいずれかを主食に、副食としてサンバールとラッサムを添え、昼食には乳製品を食する。

## 典型的なメニュー
日常的な食事を「サッパドゥ」と呼び、バナナの葉を敷いて炊いた米と一般的なタミル料理のおかずを盛り、さまざまな調味料を並べ自分の好みに風味をととのえながら食べる。食後には普通、デザート (ふだんはパーヤサム Paayasam) を出し、コーヒーか紅茶を添える。 

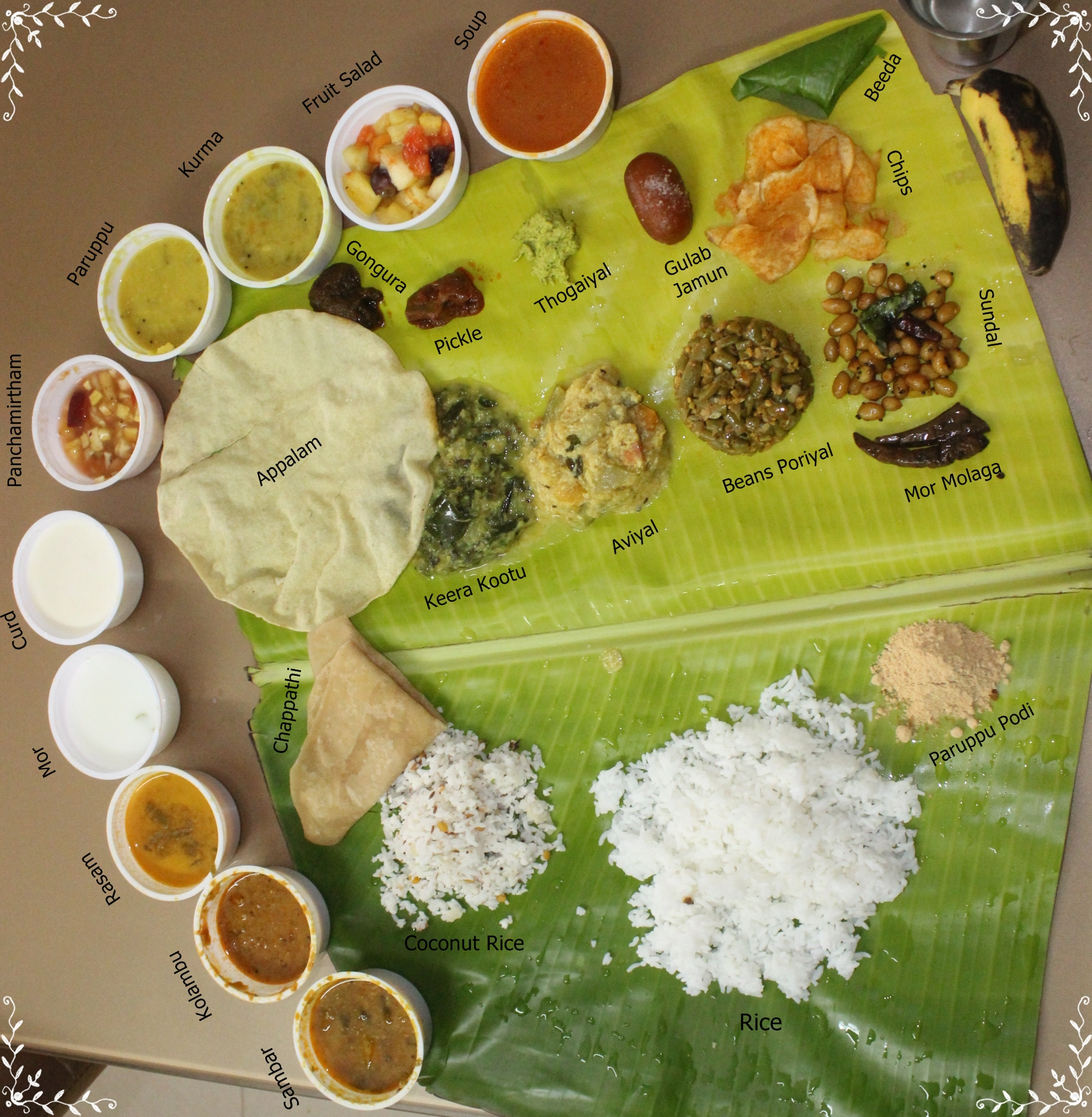
タミル・ナードゥ州の菜食料理

おめでたいことがあったとき招待したゲストと分け合って食べるごちそうを「ヴィルンドゥ」という。祭りや特別な儀式食は炊いた米や米料理 (トマトライスなど) と汁物が必ず整えられ、ダルやレンズ豆のシチュー (サンバール) あるいはココナッツまたはダルのスパイシーなシチュー (カラ・クザンブ)、タマリンドとハーブや香辛料のシチュー  (ラッサム) を基準に次のような副菜を並べる。食後には消化を助けるとして、ビンロウジと石灰のペーストをバナナかキンマの葉で巻き、供される。 
- タイル (ヨーグルト) thayir
- ポリヤル (野菜の揚げ物) poriyal
- バルバル (野菜または肉の炒め物) varuval
- クーツ (野菜とグリーンダルまたはココナッツのあえ物) kootu
- キーライ・マシヤル (葉物野菜のペースト) keerai masiyal
- アヴィヤル (野菜炒めにバターミルクまたは豆腐を加えた物) aviyal
- パチャディ（豆腐とキュウリまたは玉ねぎのサラダ) pachadi
- アパラム (揚げたパパド) appalam
- トバイヤル (複数の食材を合わせたパテ) thovaiyal
- オルカイ (ピクルス) oorukai
- パヤサム (牛乳かココナッツミルクまたはダル汁などを甘く調味した各種の飲料) payasam

正式には招待客を床に広げた椰子のフロアマットの上に座らせ、バナナの葉を敷いて宴会料理でもてなした。現在は同じ種類のメニューを西洋式のディナーテーブルで供することが多く、バナナの葉をテーブルマットのように使う。その敷き方は、上下の幅の中心を葉の茎が通るようにして、幅が狭い端を招待客の左、反対端を右にする。洗った葉を敷くものの、宴の主人の礼儀として食事の前に葉に水を振る。バナナの葉は、茎を境に上半分は副菜、下半分は米飯を置く決まりで、食事をする指に近い右下部分はデザートとして、牛乳で炊いた温かくて甘いパヤサムほか、ケサリ、甘く味付けしたポンガル Pongal などを配する。左上は塩味の調味料として塩ひとつまみ、ピクルス少々、一口分のサラダまたはチャツネなど。葉の中央はバナナかヤム芋かじゃがいもの輪切りをフライにしたり、豆や米粉を薄く伸ばしてぱりっと揚げたパーパドまたはワッフル状のアルナのパーパド (アッパラム Appalam)　とバーダ（英語）など穀類の揚げ物を適宜、盛り付ける。 右上の角はスパイスの効いた食品としてカレーや唐辛子の辛味、酸味と甘味も香辛料に数え、あるいは汁気のないものを置くと決まっている。

## 地方料理
タミル人が定住した地域はそれぞれ固有の郷土料理に加えて、独自の地方料理を作りだした。さらに古代タミラカムの版図に属した4つの地域によって、タミル料理のバラエティーがある。

### チョーラ・ナードゥ地方

チョーラ・ナードゥ地方の位置

タミル・ナードゥ州から隣接する旧ポンディシェリ連邦直轄領にわたるチョーラ・ナードゥ地方 (Chola Nadu) 地方に特徴的な料理がある。クンバコナム特別市 (Kumbhakonam) とその周辺の地方である。
チョーラ・ナードゥ料理として著名な地域の伝統料理は菜食と非菜食に対応し、クンバコナム風カダッパ Kumbhakonam Kadappa、タヴァライのバーダ Thavalai vadai、アダイの炒め物 Adai Aviyalなど、またハーブを多用する「おばあちゃん流」パティ・ワティヤムが知られている。この料理を味わうにはベパサー Veppathur のリゾート Mantra Koodam に足を延ばすとよい。周辺の村々の伝統のレシピを凝縮している。ベジタリアン料理はほとんどタミル系ヒンズー教徒の聖職者カーストであるアイヤル (ブラフマン) 社会が食べ継いで来たもので、地元のクンバコナム地区には非菜食料理としてパニヤール Panniyar の伝統料理もある。
- クダンタイ (クンバコナム) のキンマ・チキンカレー kudanthai vethalai
- マヤバラム・マトンカレー Mayavaram mutton curry
- マドゥクル・ミーン・クザンブ Madhukur meen kuzhambuなど。

チョーラナードゥ州の料理の特徴は収量が多い米を使う点にあり、このチダンバラム地域 Chidambaram からクンバコナム、タンジョーレ地域などにかけて、最もよく知られたメニューがセヴァイという米の細麺 (Sevai) である。チャツネやホストス khostus を使いさまざまな味付けで楽しむ。
- プリヨダリ Puliyodhari
- サンバサダム sambha sadam
- クンバコナム・ビリンジ Kumbhakonam birinji
- Amirtha podi sadam

キビの品種も多くクレープ状のドーサ kutharai valli dosai ほか、料理の種類もとても豊かである。

### パンディーア・ナードゥ地方

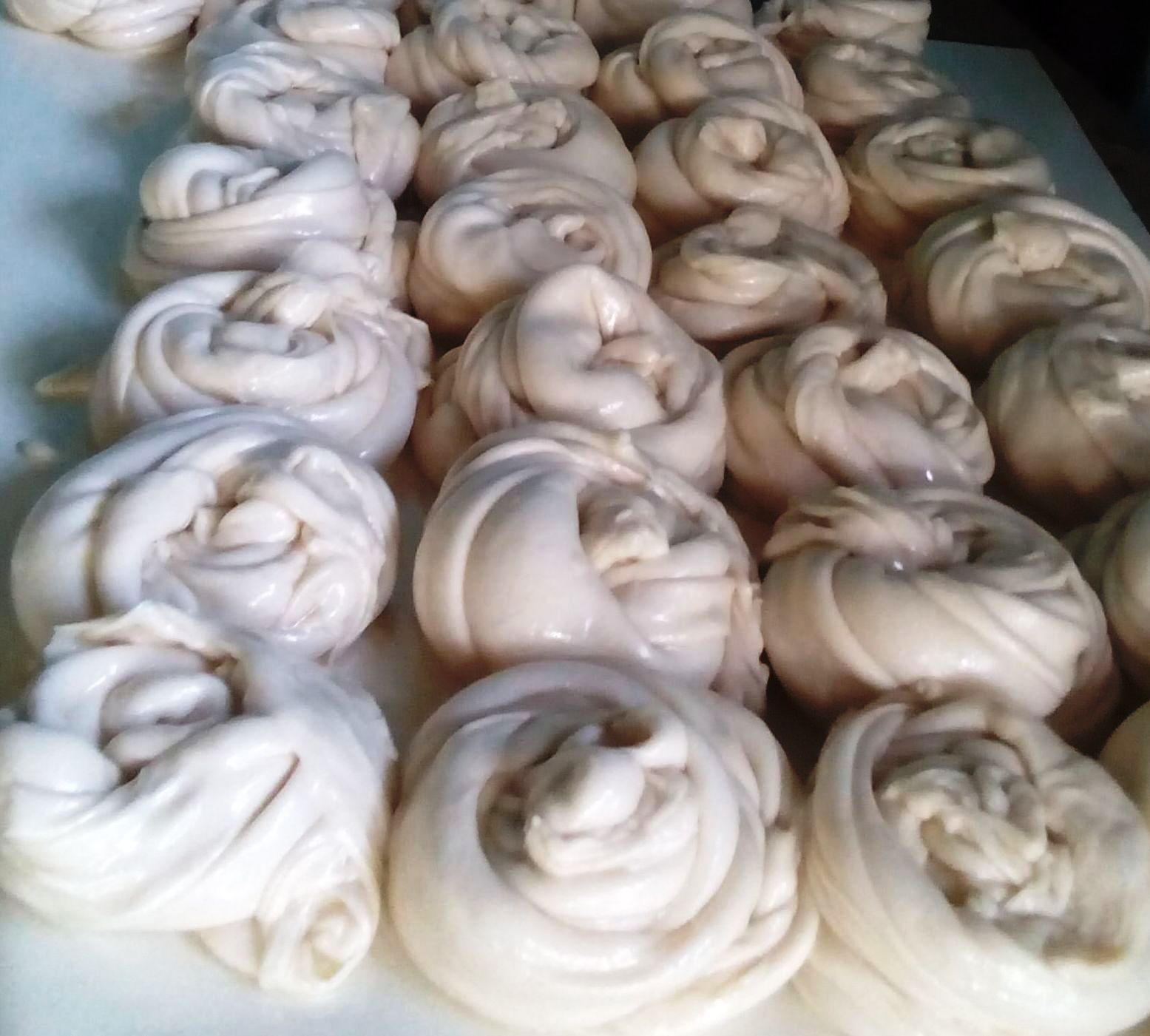
薄く打ち延ばしたパロタ生地を団子にまとめた。これを鉄板で焼く。

チェティナード地域はカライクディ Karaikudi と隣接地域で構成され、いずれも菜食の伝統料理と非菜食料理があり、代表的な菜食料理はイディアッパム idiyappam、ウタパパム uthappam、パニヤラム paniyaramなどが知られる。
ナンジルナードゥ Nanjilnadu の郷土料理は、南インドのタミル・ナードゥ州最南端を占めるカンヤクマリ地域 Kanyakumari のナンジルナードゥ地方に由来する。
マドゥライ Madurai 独得の郷土料理のメニューにムッタイパロタがあり、カリドサイ（マトンのドーサ) などもある。飲み物ではパルチパル paruthipal (綿実で作るコットンミルク) とジガルタンダが人気を分ける。前者の材料はバクリシマ bacharicima、綿毛、カルダモン、ヤシの樹皮と樹液、すり潰したココナッツである。完成すると容器を「バラム」と呼ばれる綿毛をよった紐で結び、家に持ち帰る。
コットンミルクは胸焼けしやすく、ヤシの葉で作った飲料があればおさまる。タミル・ナードゥ州やマドゥライにはコットンミルクの露店が多く出て、マドゥライでJil Jil と呼ぶ。

### コングナードゥ地方
コングナドゥ地方にも名物料理がある。この地域はごま油とヤシ油が特産品で、ウコンとともに生産高は国内最高とされ、ココナッツオイルやパームシュガーを多用する郷土料理はオプトゥ、コラウルンダイ（ミートボール）、テンガイパール（パームシュガー入りホットミルク）、あるいはデザートのウルンドゥカリなどが有名。カチャヤムなども人気がある。肉料理でも知られ、羊肉、鶏肉、魚を使う。この土地でパロタと呼ぶ薄力粉マイダを焼いた主食は、北インドの小麦粉のパラタとおおよそ同じ。家庭料理のアリシンパルプ・サダム Arisimparupu sadam も郷土食である。

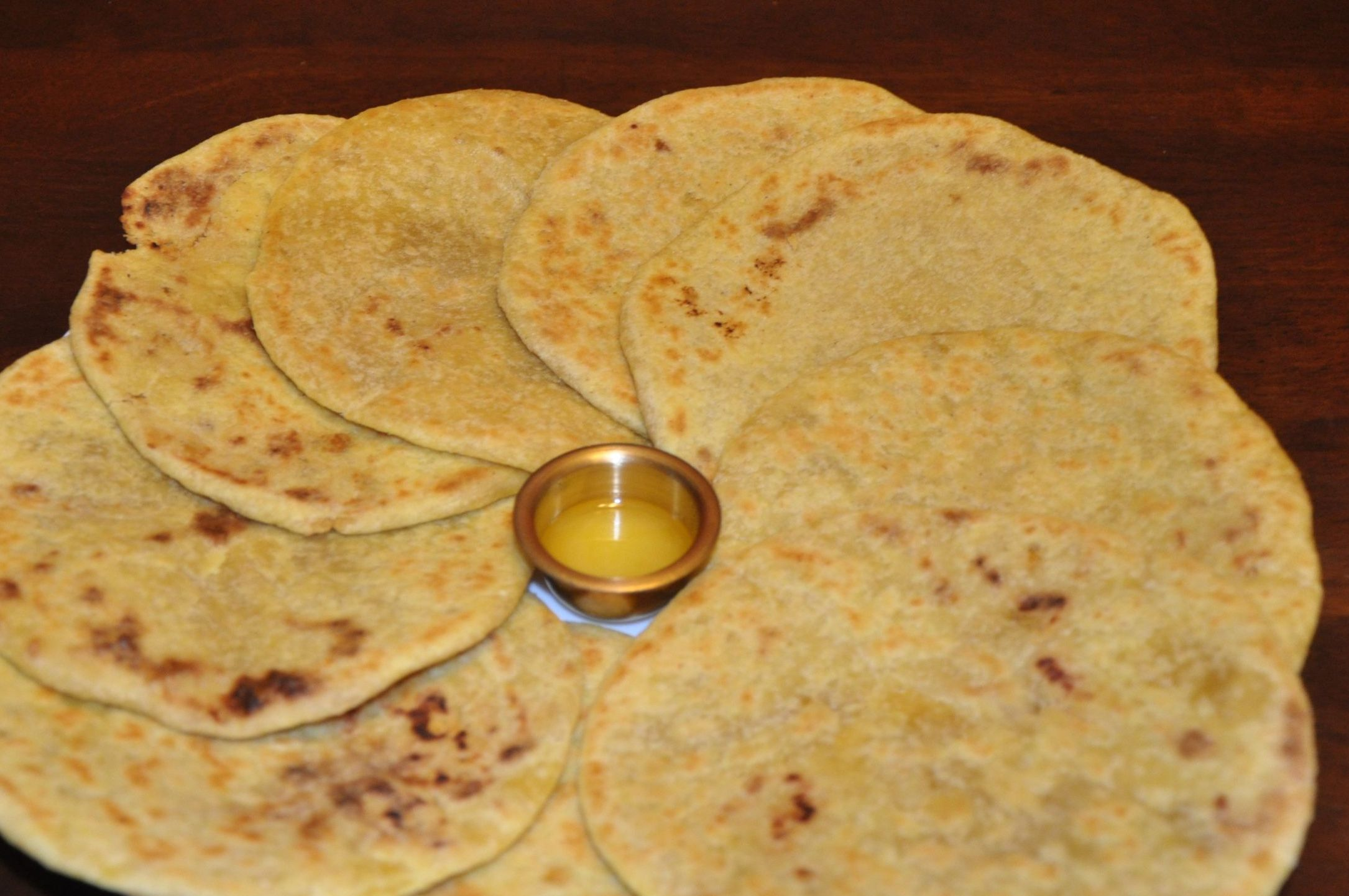
コングナードゥ郷土料理のオプトゥはホットケーキに似る。 Obbattu

オプトゥはピザのようにかりかりに焼いたパンケーキで、甘い具を挟んで楽しむ。米粉を使うウルンドゥ・カリにもパームシュガーとヤシ油が入る。

## 英語化した料理用語
- カレーとは、タミル語の kari を英語に音訳した名前[4][5]。
- タミル語で「コショウの水」を意味する milagu thanneer は、英語で「マリガトーニ」 mulligatawny と呼ばれコショウのスープを指す[6]。
- 粥 (かゆ) という意味の英単語 congee の原語はタミル語のカンジ kanji に由来する[7]。

料理の例
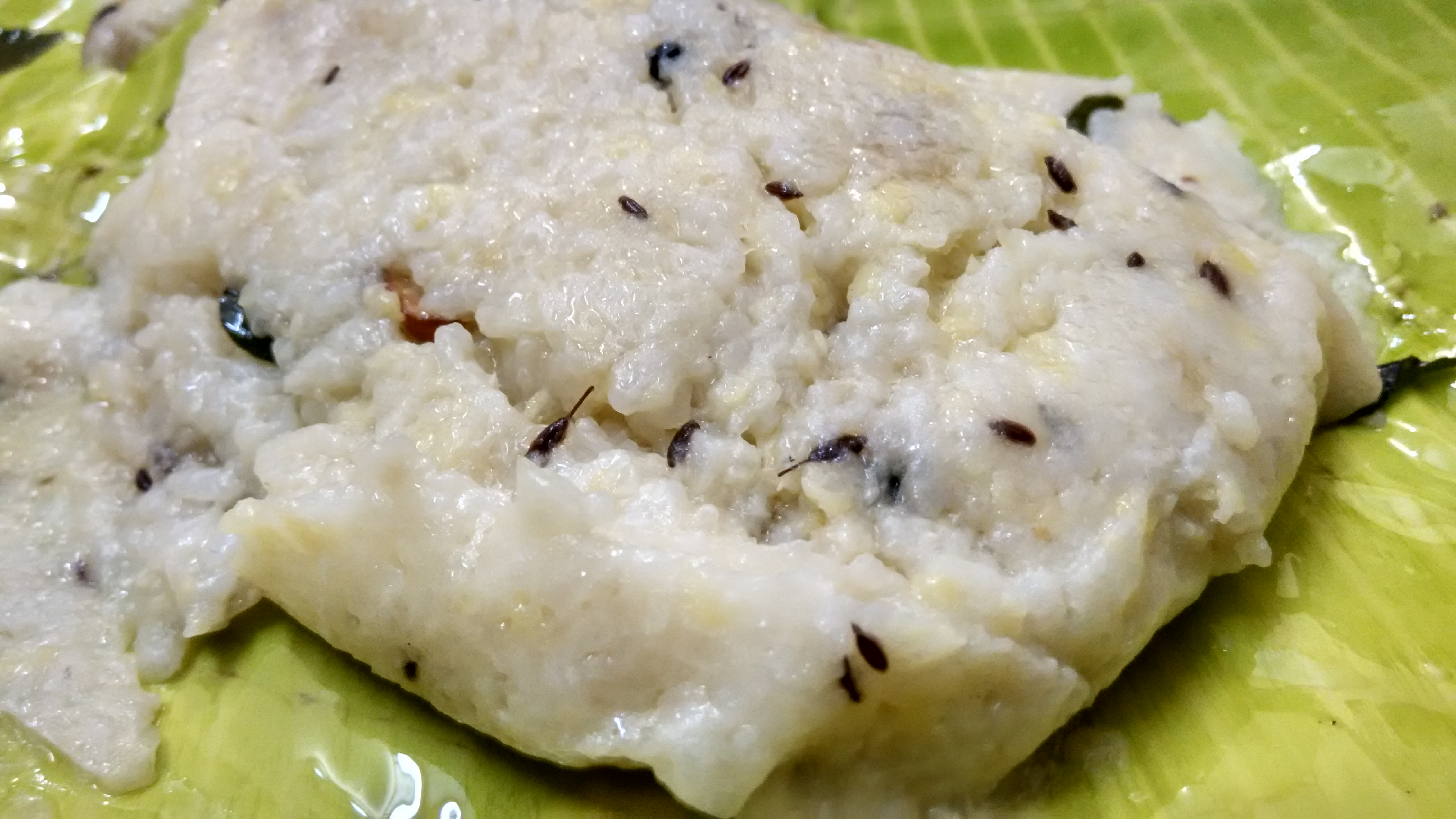
ベン・ポンガル Ven Pongal
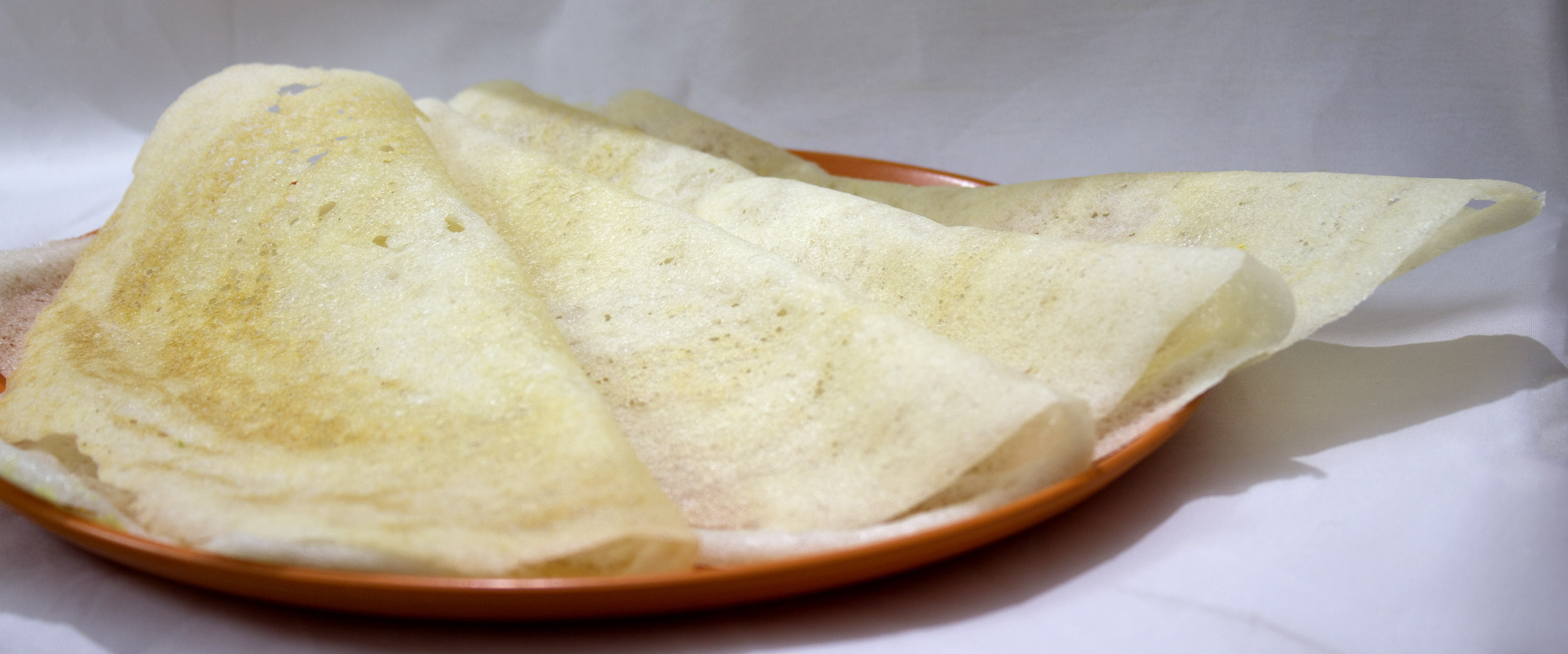
米粉のクレープ ドーサ Dosai
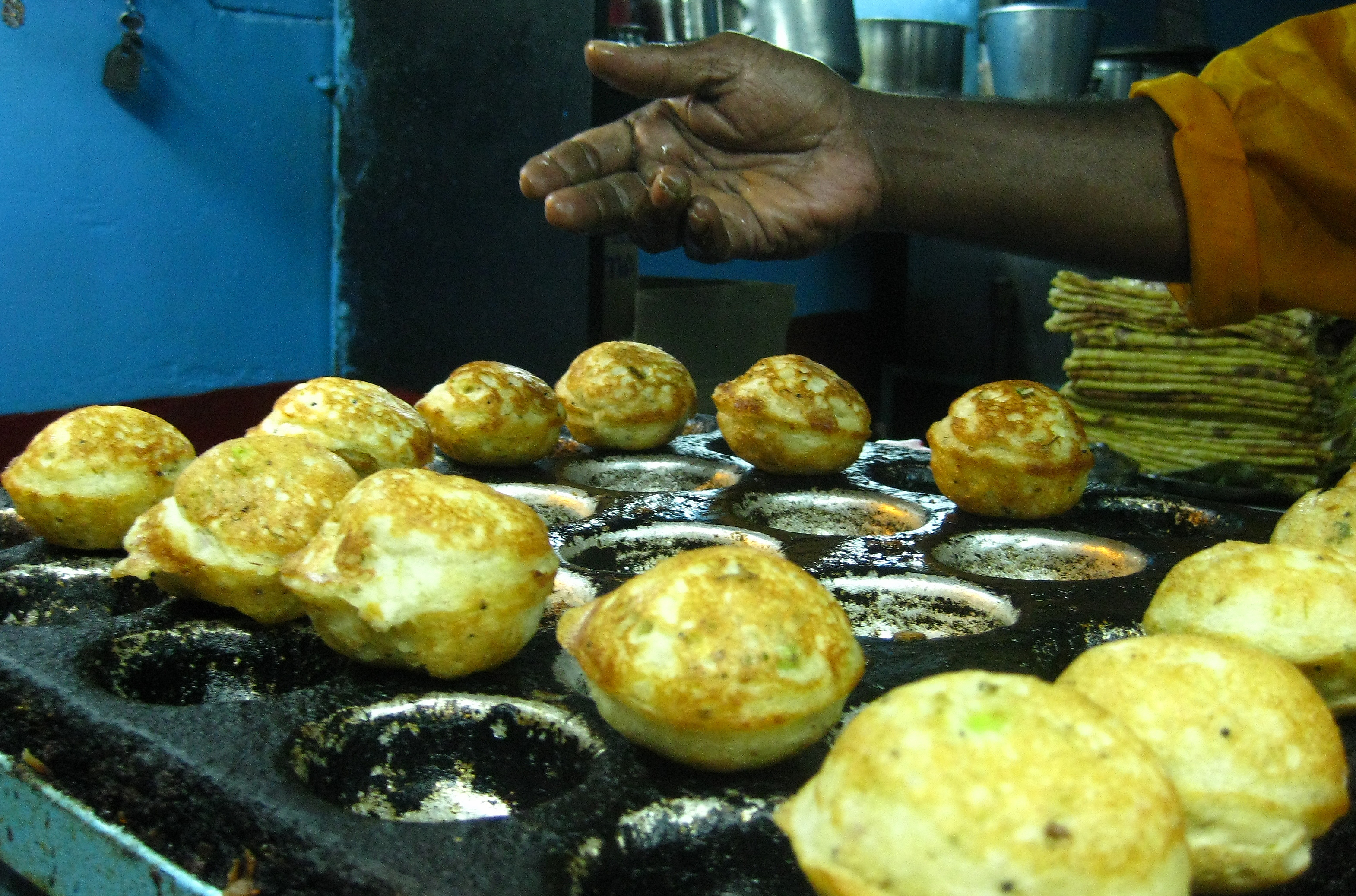
マフィン型に似た鉄板で焼くクジ・パニヤラム Kuzhi Paniyaram
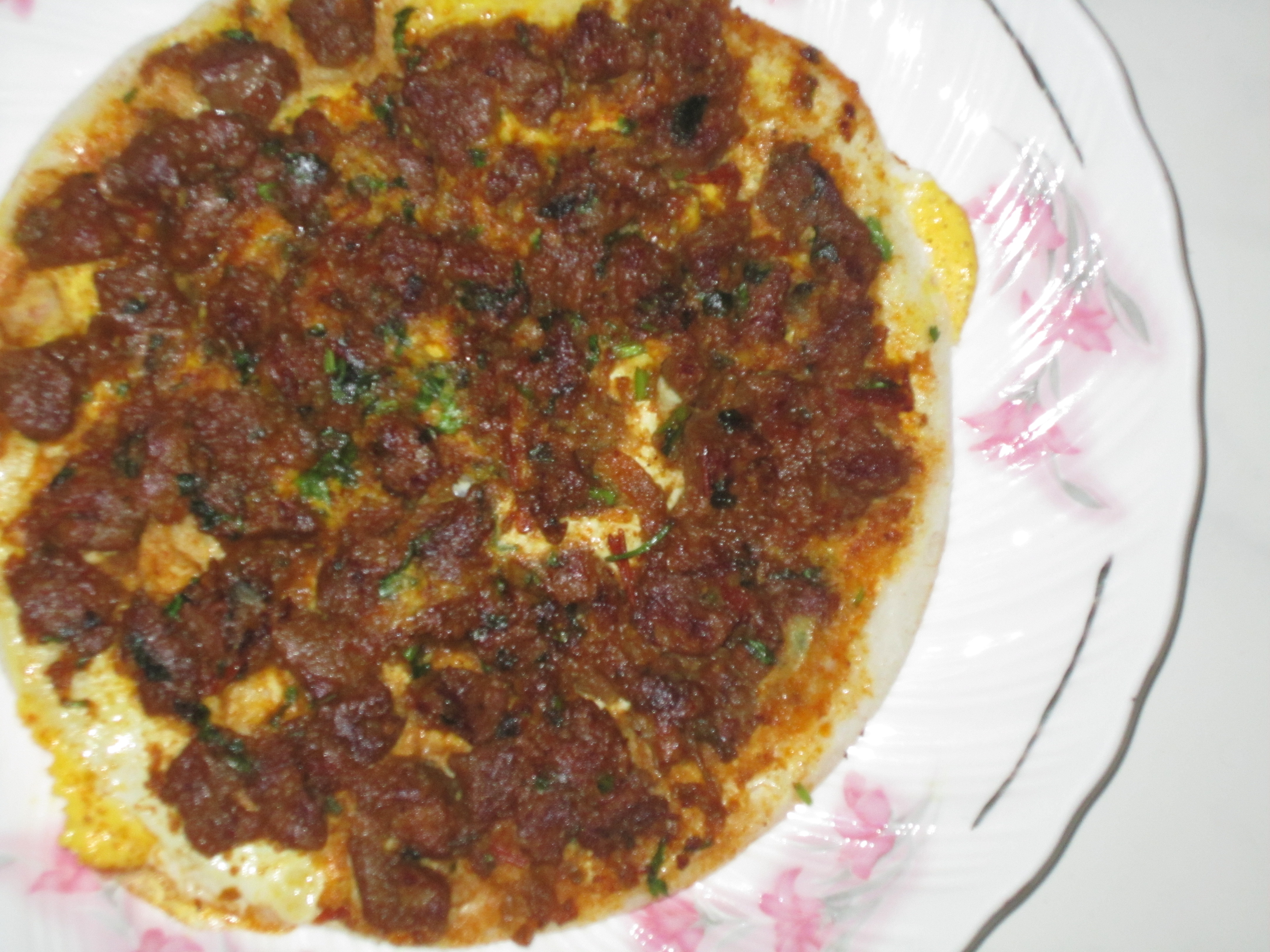
マドゥライの郷土料理マトンのドーサ Kari dosai

## 料理
ほとんどのタミル人の主食は米である。日常の昼食は (時には夕食も) 炊いた米 (choru) と、副菜は一般にサンバール、ポリヤル (カレー)、ラッサム、クート kootu（シチュー）とヨーグルトを添える。

### 朝食

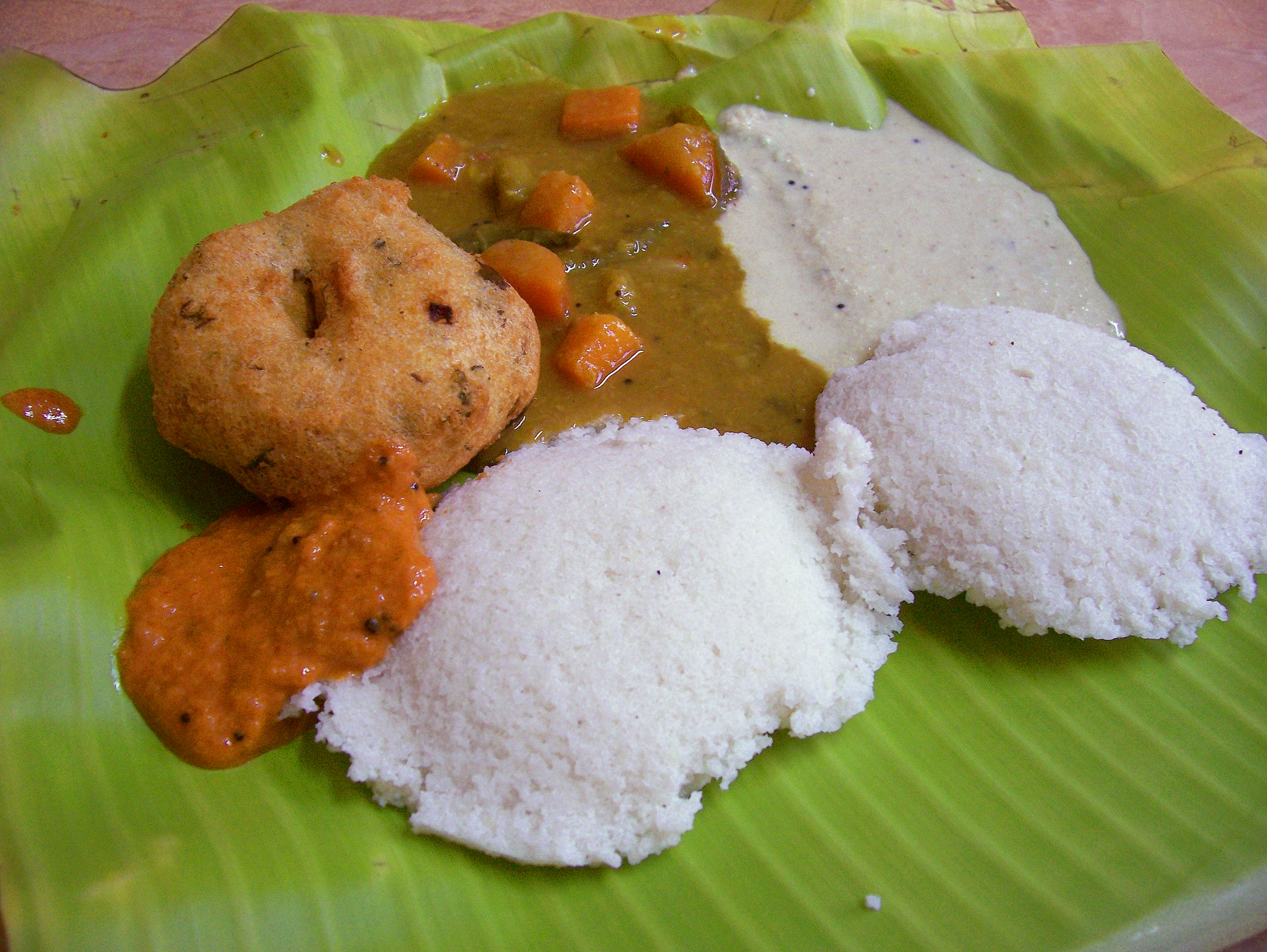
朝の定番サンバール。メドゥ・バダ（ウルンドゥバダイ）を添えてある。

主食とおかず (副菜) を組み合わせる。 

#### 主食

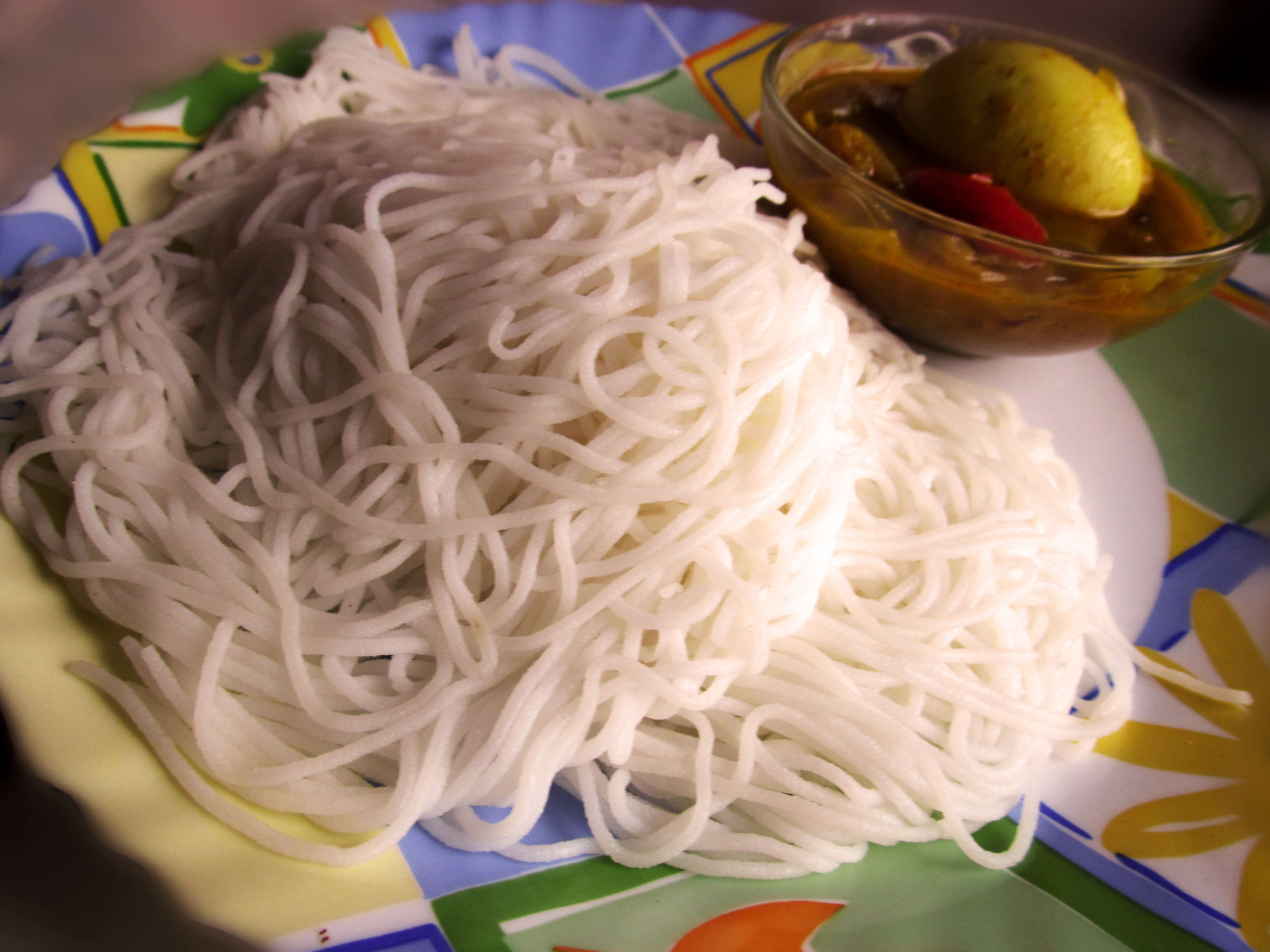
米の特産地ならではの麺 イディアッパム Idiyappam

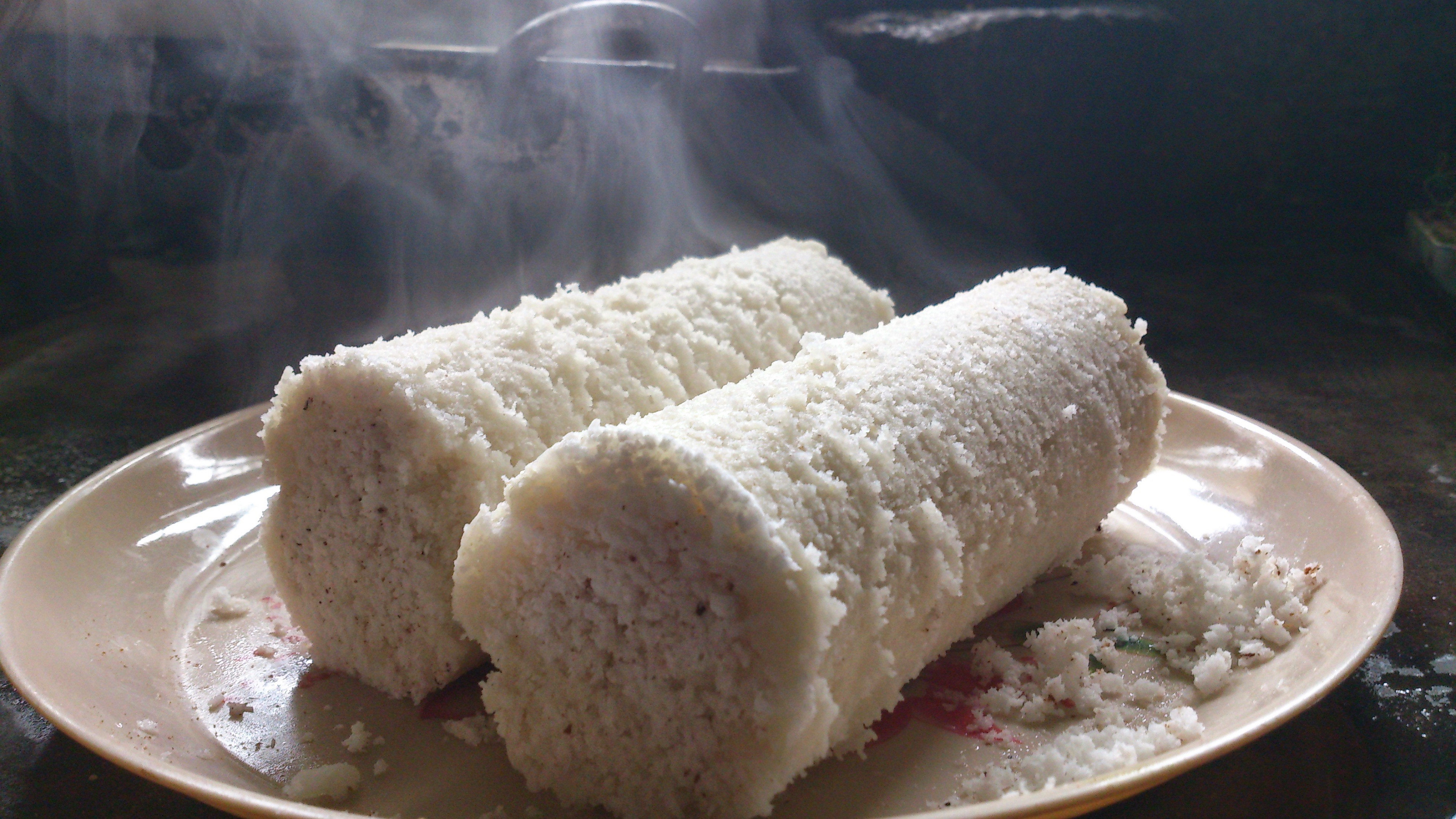
米粉の蒸しケーキプトゥ Puttu

主食のイドリ idli は米とブラックグラム (black gram) の粉を混ぜて発酵させた生地を蒸した餅である。一般にさまざまな種類のチャツネやサンバールまたはバダのカレー vadacurry を添えて供する。おなじく主食のドーサは練った米粉とブラックグラムの生地を発酵させ薄焼きにしたクレープであり、サンバールあるいはチャツネを合わせる。サーダ saada、カル kal、ムッタイ muttai dosai、ニール dosai、ラバ rava、パアシ・パルプ paasi paruppu など、種類もいくつかある。
イドリの副菜ヴァダ Vadai には素材によって主に2種類ある。伝統料理のポンガル Pongal は土鍋で米を水と牛乳で沸騰させ、粘り気のある泡がわくまで煮る。鍋から煮こぼれた乳状の上層もポンガルと呼ぶ。ドーサと同じ発酵生地を使い、製菓用マフィン型に似た小さな凹みの並ぶ専用の鉄板で焼くとパニヤラム Paniyaram ができる。アッパム Appam はその発酵生地をもっと薄めて熱っしたフライパンに注ぎ、鍋肌を回して均等に広げて焼く。すると周囲が薄く中央はふわふわと柔らかく焼きあがる。
ドーサよりもわずかに厚くふわふわと柔らかいのはウサッパム Uthappam である。材料は通常のイドリやドーサ用の発酵生地で、プレーンのほか細かく刻んだ野菜やタマネギを混ぜたものもある。ウプマ Upma はタマネギや青唐辛子を小麦粉またはラバ粉 rava の生地に混ぜ込み、米粉や押し麦状に干した米フレークまたは穀物粉であればなんでも代用できる。
プトゥ Puttu とは一般に米粉で層状に作る円筒形の蒸しケーキである。好みの粉で作ることもある。粉は水を加えて混ぜ、練りすぎないように気を付けてプトゥ用の蒸し筒に入れ、このとき、すりおろしたココナッツと交互に層にする。米粉の蒸し団子で具を詰めたものはコスカッタイ Kozhukkattai といい、具にはすりおろしたココナッツとジャガリーから、もっと手をかけた香辛料を利かせた具も用意する。セバイ Sevai (イディアッパム Idiyappam) とはビーフンのような米粉の麺、蒸し餅アダイ Adai、さらに野菜料理と揃えると、繊維とカルシウムが豊富な非常に充実した完全食メニューが調う。ダイエット中の人や糖尿病患者に勧めているという。

##### 朝食の種類
いくつかの定型があるものの、ありあわせの素材で自由に組み合わせる。
- 瓢箪のドーサ 　Sorrakkai dosai/
- バターのドーサ　Vennai dosai
- ドラムスティックと Raadi adai のドーサ　Murungai keerai raai adai (Drumstick leaves and Raadi adai)
- 野菜オムレツ
- 赤米のイドゥリ
- ラディッシュのドーサ　Mullangi dosai
- トウモロコシのイドゥリ　Chola idli
- トウモロコシのドーサ　Chola dosai
- ホースグラムのドーサ　Kollu dosai
- 蓖麻(ひま) のイドゥリ　Kottaimuthu idli
- Raagi レンズマメのドーサ　Raagi adai dosai
- 即席キビドーサ
- 玄米イドゥリ
- フェヌグリーク・ドーサ　Vendhaya dosai
- カンチプラム・イドゥリ　Kanchipuram
- Moong ダール豆のドーサ　Paasi paruppu dosai
- 揚げイドゥリ　Kaima idli
- 唐辛子チャツネのイドゥリ　Podi idli
- Set dosai
- 野菜パニヤラム
- トウモロコシのパニヤラム　Chola paniyaram
- 発酵させたヒエキビのドーサ　Kuthiraivaali dosai
- マフィン型パニヤラム　Kuzhi paniyaram
- 3色イドリ　人参、ミントもしくはコリアンダーとプレーン
- ビーツのイドゥリ
- ライ麦のドーサ　Kambu Dosai
- マサラ・ドーサ
- ゴビマサラ・ドーサ
- 焼きペーパー　原文ママ Paper roast
- 焼きギー　Ghee roast
- ペーパーマサラ原文ママ Paper masala ドーサ
- ギー・マサラのドーサ
- チーズ・ドーサ
- 激辛トウガラシ・マサラのドーサ
- 鶏肉のキーマカレーのドーサ
- マトンのカリ kari ドーサ
- カシューナッツ・マサラのドーサ

#### 副菜としてのおかず
レンズマメを中心に野菜を煮たサンバールはシチューともチャウダーとも呼べ、タマリンドの出汁に挽きたての新鮮なスパイスで味を調える。チャツネにはさまざまな種類があり、ココナッツ、玉ねぎ、トマト、コリアンダー、カラ Kara、ニンニク、プリ Puli など。
チェッティナード地方の伝統料理のおかずとしてチェンナイでも非常に人気が高いバーダ Vada カレー。トーガイヤル Thogaiyal というペーストは何種類もの材料を合わせてすり潰してあり、主要な材料の味を引き立てている。ココナッツ、ダール豆 (パルプ)、コリアンダー、ミントの葉 (プチナ)、カルベッピーライ (カレーの葉)、ごまの実 (エル）、コル (ホースグラム）、生姜 (インジ)、ニンニク (ポンドゥ) などを中心に組み合わせる。

#### 飲み物
- 最も人気のある飲み物はコーヒー。タミルの伝統において社交の主な手段であり、一般に高級なピーベリー ( Peaberry) または安価なアラビカ種のグルメコーヒー豆を使用する。フィルターでいれるコーヒーはまるで茶道のように決まった手順を守っているため、豆の焙煎から粉に挽きフィルターで熱湯をくぐらせるところまで、一連の段階がある。時には香りづけにチコリを加える。コーヒーフィルターと特製の器を使い、数杯の粉末コーヒーに沸騰したお湯を注いで得られる液体を煎じ液と呼ぶ。コーヒーを飲む器はタンブラーという独特の形をしており、砂糖と温めた牛乳、少量の煎じ液を注ぐ。また濃くいれた紅茶も人気がある。
- クース Koozh　米をごく柔らかく煮た重湯 (おもゆ=薄いかゆ) のこと。カンジとも呼ぶ。
- シャルバット Sharbat　果物や花びらで作る飲み物。
- パアナカム Paanakam　レモンジュースとジャガリー（パームシュガーとキビ糖を混ぜた甘味料）、干した生姜とカルダモンで作る飲み物。

### 昼食と夕食
主菜とカレーなど米料理を組み合わせる。米料理には炊いた米のチョルと粥のポンガルがある。 

#### 副菜
具により何種類もメニューがある。カレーのようにご飯に混ぜるものと、単体のおかずとして主食に添えるものがある。
菜食メニュー
スープ、シチュー
- ココナッツのスープ Aviyal　生のココヤシの実を用意し、ナッツと野菜とヤシ油で作る。
- サンバール　レンズマメのシチュー。味付けはタマリンドと挽きたてのスパイス類。
- レンズマメのスープ Rasam　胡椒、コリアンダー、クミンシードを利かせる。

カレー類
- 辛いカレー Kaara Kozhambu　唐辛子、タマリンド、ココナッツほか、地元のスパイス類。具はそのときに入手できる地元の野菜を取り合わせて、オクラ（kozhambu）やナス（Kozhambu）、あるいは鶏のドラムスティック（kozhambu）でメニューを組む。
- クート Kootu　実ものや葉もの野菜のカレー。レンズマメも定番で、扱いは副菜。定食の定番で、ご飯の付け合わせとしてサンバールやレンズマメのスープに添える。
- 酸っぱいカレー Puli Kozhambu　タマリンドの量を増やして酸味を利かせたカレー。唐辛子も多く、地元のスパイス類。具はありあわせの野菜を使う。
- ヨーグルトのカレー Mor Kozhambu　あまり辛くないカレー。地元のスパイス類、ココナッツで調味。具によって野菜（オクラ、じゃがいも、キュウリ）や、フルーツ（マンゴー、パイナップル）などのバラエティーがある。
- レンズマメのカレー Paruppu Kozhambu　やや辛味が柔らかいカレー。地元のスパイス類で調味。

野菜料理
- スバヤル Thuvayal　甘ずっぱい保存食。作り方はチャツネと同じだが、ペースト状につぶしてある。マンゴーなど果物と香料を一緒に煮くずす。
- 野菜炒め Poriyal　数種類の野菜を取り合わせた炒め物。ハーブと香辛料を利かせる。

非菜食メニュー

肉や卵を使うカレーには、町単位ではっきり特徴が出ている。
- 魚のカレー Meen Kozhambu　唐辛子を実ごと使いタマリンドも入れるため、辛味と酸味が強い。
- 卵のカレー Muttai Kuzhambu　辛味が強くスパイスが効いている。
- 鶏肉のカレー Kozhi Kozhambu　同上。
- マトンのカレー Mutton Kozhambu　同上。

#### サンバール
スープのうちサンバールの材料は単品でナス、オクラ、苦瓜、マンゴー、あるいは組み合わせでじゃがいもとトマトと人参、人参と豆類を使ったり、肉入りで鶏の足肉（ドラムスティック）などを使う。

#### ラッサム
シチューに属する。
- レモン　Lemon Rasam
- レンズマメ　Paruppu Rasam
- クミン　Jeera Rasam
- ニンニク　Poondu Rasam
- ホースグラム豆　Kollu Rasam* Pepper Rasam
- パイナップル
- トマト
- インドセンダンの花　Veppam Poo Rasam
- 緑の野菜　Kandathippili Rasam
- ミント
- ビーツとトマト
- マトンの骨　Mutton elumbu rasam

#### カレー
カレーの種類
- ササゲと茄子 Thatta payaru kathirikkai kozhambu
- ドラムスティックと葉物野菜 Murunga keerai kozhambu
- そら豆 Pidukkam paruppu kozhambu
- キノコ Kaalan kozhambu
- フェヌグリークの種 Vendhaya kozhambu
- 炒めたそら豆 Mochai kozhambu
- 干し豆 Pattani kuzhambu
- 揚げ茄子 Ennai kathrikkai kozhambu
- 辛みとオクラ Vendaikkaai kaara kozhambu
- 辛みと茄子 Kathrikkai kaara kozhambu
- 緑豆のもやし Mulai payaru kozhambu
- 玉ねぎとシーヤル（赤いエシャロット）Ulli theeyal
- どじょう（チャンナ）とシーヤル Kadalai theeyal
- ドラムスティックとシーヤル Murungakkai theeyal
- そら豆とシーヤル Mochai theeyal
- ニンニクとシーヤル Poondu theeyal
- トカドヘチマ Peerkangaai paal kozhambu（Ridgegourd）
- ホースグラム Kollu kozhambu
- ほうれん草のペースト Keera kadaisal
- そら豆とレンズ豆 Avarakkai paruppu kuzhambu
- ピーマン Milagai mandi
- 大角豆とタマリンド Kaaramani puli kozhambu
- レンズ豆の餅入り Urundai kozhambu
- ドラムスティックとタマリンド Murungakkai puli kozhambu
- ニンニクとタマリンド Poondu kozhambu
- カボチャとレンズ豆 Poosani paruppu kootu
- スズメナスビとイヌホオズキ Vatha kozhambu
- 大豆 Soya kozhambu
- さつまいも Sakkarai valli kilangu kozhambu
- 苦瓜 Pavakkaai pitla
- 苦瓜とタマリンド Pavakkaai puli kozhambu
- クミンの種 Jeeraga kozhambu
- 胡椒 Milagu kozhambu
- ヤムイモ Karunai kilangu kozhambu

#### ポリヤール、炒め物
副菜として調理される炒め物はあらゆる野菜類をカレー仕立てにしたり挽きたての新鮮な香辛料で調味したりする。
- ゴマ入りパンプキンフライカレー　Parangikkaai ellu poriyal
- イエローパンプキン　Arasanikaai poriyal
- カラバッシュ Calabash ピーナッツ　Sorakkaai verkaadalai poriyal
- マドゥライポテトフライのマサラ　Kizhangu pottalam
- ヤム芋のバナナ包み焼き　Senai kizhangu poriyal
- ジャガイモ炒め　Urulai milagu varuval
- ヤムチョップ Senai chops
- ネギ炒め Vengaaya thalai poriyal
- ドラムスティックと葉物野菜 Murungakeerai poriyal
- じゃがいものポディマス Urulai podimaas
- 小ナスの詰め物の油マサラ Ennai kathrikkaai masala
- エシャロット　Chinna vengaayam poriyal
- ヤードロングビーンズ  Kaaramani poriyal
- キャロットビーンズのココナッツ・マサラ Carrot beans thovaran
- チャンナ（channa）のメティ包み焼き　Vendhaya keerai kadalai poriyal/Methi leaves channa fry
- アルビ Cheppankizhangu varuval
- チェッティナード（英語版）風スパイシーポテト Chettinad urulai poriyal
- チェッティナード風スパイシーポテトと豆 Chettinad urulai pattani poriyal
- ほうれん草 Agathi keerai poriyal
- ソラマメとココナッツ Avarakkai poriyal
- アイビーひょうたん Kovakkai poriyal
- 人参とキャベツ Carrot kose poriyal
- キノコと青唐辛子 Kaalan milagu varuval
- オクラ Vendakkaai poriyal
- ビーツとココナッツ Beetroot poriyal
- チャイプティ瓜 Chow chow poriyal
- 生バナナ Vaazhakkai podimas
- Ridgegourd 瓜 Peerkangaai poriyal
- カブ Mullangi poriyal
- タピオカ Maravalli kizhangu poriyal
- アスパラガス Thanneer muttaan kizhangu poriyal
- ヘビカボジャ Snake gourd　Pudalangaai poriyal
- グリーングラム Payaru thovaran
- 生パパイヤ Pappaalikkai poriyal
- フェヌグリークの葉 Vendhaya keerai poriyal
- 激辛唐辛子 Kudaimilagaai milagu poriyal
- カリフラワー Cauliflower milagu pirattal
- ヤギの血 Ratha poriyal

クート（副菜の汁物）
鶏肉料理
マトン料理
魚介類の料理
卵料理

### 甘い料理 (デザート)
各種プディング、キール、ボリ bholi、シュガーボール（落雁に似た砂糖菓子）、揚げドーナッツ（Adhirasam）、団子（Paniyaram=蒸し団子、揚げ団子、焼き団子）、小麦粉の練り切り Kesari、甘い米粥 pongal など。

### 伝統的なおつまみ、軽食
- ムルック Murukku　小麦粉と豆の粉の菓子、Chakliにはヒヨコマメの粉が入る。
- Seedai
- Bajji　揚げ餃子に似たおつまみ。インドの広い地域で見られ、露店でも人気。ケララ、タミル・ナードゥ、マハラシュトラ、グジャラート、アーンドラ・プラデーシュ、カルナータカ、アッサム、西ベンガル、オリッサで食べる。
- プーリー　全粒粉の薄い揚げクレープ
- Mixture / Michar
- Sevu
- パコラ　野菜や肉のフライ。一口大に切り小麦粉の生地を付けて浸してから揚げる。スナックまたは前菜。
- バーダThattu Vadai Settu　揚げドーナッツ
- 米粉のだんご Kozhukkatta　砕いたココナッツ、ヤシ糖やジャックフルーツのジャム (Chakkavaratti) などで甘味を付ける

#### 漬物、ピクルス
単体もしくは組み合わせで無数のレシピがある。たとえばレモン、ニンニク、トマト、玉ねぎ、マンゴー、スグリ、シトロン、人参、赤唐辛子、干しトマトほか、生姜とタマリンドなど。

#### ポディ、チャツネ粉
乾燥させて粉末状にしたチャツネ粉は炊いた米やギーに混ぜて味付けをする。幼児や子供向けには、辛味をつけず調理する。
- レンズマメ　Paruppu podi
- ニンニク　Poondu podi
- イディリとドーサ用　Idly milagu podi
- カレーの葉　karuveppilai podi
- 胡椒　Milagu podi
- ゴマ　Ellu podi
- ホースグラム　Kollu podi
- ピーナッツ Groundnut　Nilakadalai podi
- コリアンダー　Kothamalli podi
- ミント
- 生バナナ(幼児、子ども向け)